# Oddly Enough: The Music of Tim Berne
Oddly Enough: The Music of Tim Berne ist ein Jazzalbum von Gordon Grdina. Die um 2021 im Studio Afterlife in Vancouver entstandenen Solo-Aufnahmen erschienen am 18. Februar 2022 auf Grdinas Label Attaboygirl Records.

## Hintergrund
Interessanterweise könnten Tim Bernes Kompositionen als einige der am wenigsten coverbaren Klänge auf dem Markt gelten, meint Dan McClenaghan. Nach Matt Mitchell (Forage, 2017) interpretierte der Gitarrist Gordon Grdina mit Oddly Enough die Musik von Tim Berne; dabei spielte er Akustikgitarre, eine MIDI-modifizierte E-Gitarre, Oud und Dobro. Bei dem Album handelt es sich um eine während der COVID-19-Pandemie entstandene Solo-Produktion, die Grdina im Laufe eines Jahres aufgenommen hat, wobei Berne dem Gitarristen jeweils eine Melodie zuschickte, die Grdina aufnahm und dann zurückschickte. Dieser Prozess wiederholte sich Komposition für Komposition, bis das Material für Oddly Enough entstanden war.

## Titelliste
- Gordon Grdina: Oddly Enough: The Music of Tim Berne (Attaboygirl Records ABG-4)[2]

1. Oddly Enough 4:26
2. I Don’t Use Hair Products (Tim Berne, Bill Frisell) 5:57
3. Trauma one 5:13
4. Lost in Redding 8:44
5. Enord Krad 8:03
6. Snippet 12:11
7. Pliant Squids 7:53

Wenn nicht anders vermerkt, stammen die Kompositionen von Tim Berne.

## Rezeption

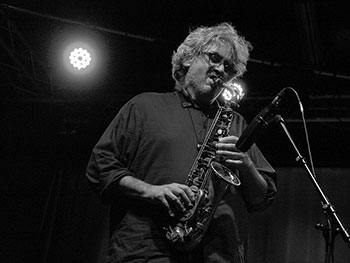
Tim Berne (2014)

Nach Ansicht von Dan McClenaghan, der das Album in All About Jazz rezensierte, erinnere Oddly Enough erkennbarer an Berne als das zuvor erwähnte Forage von Matt Mitchell. Es sei harmonisch komplex und frei, ahnungsvoll und geheimnisvoll. Die Verwendung der MIDI-Gitarre sorge für eine verbesserte Textur, „als würde eine Grunge-Band vom Betonboden in einer geräumigen Garage widerhallen“. Grdina würde sich Bernes nahezu chaotischem Sound mit einer Kombination aus gebrochener Pracht, aggressiven Einlagen, Momenten der Reflexion und Americana-Stimmungen nähern und damit einmal mehr beweisen, dass Tim Berne seine Farm-Out-Projekte gut auswähle. Oddly Enough werfe neues Licht auf eine weitere Facette des dunklen Diamanten von Bernes unerschütterlicher Vision.
Gordon Grdina habe die besondere Herausforderung angenommen, die einzigartige Musik von Tim Berne ohne die Unterstützung anderer zu interpretieren, eine Herausforderung, die er im Rahmen von Oddly Enough bravourös gemeistert habe, lobte S. Victor Aaron (Something Else!). Oddly Enough komme einem anderen Album ziemlich nahe, bei dem sich ein anderer Gitarrist allein mit Berne-Songs beschäftigte, Gregg Belisle-Chis aufschlussreichem Album Koi: Performing the Music of Tim Berne. Die beiden Gitarristen hätten einen sehr unterschiedlichen Zugang gewählt. Grdinas Expedition in die Werke eines der esoterischsten Komponisten des aktuellen Jazz werfe Licht auf den Charakter, die Form und das Genie, die in diesen Partituren enthalten sind.